# O ataque de Henry Morgan a Porto Bello

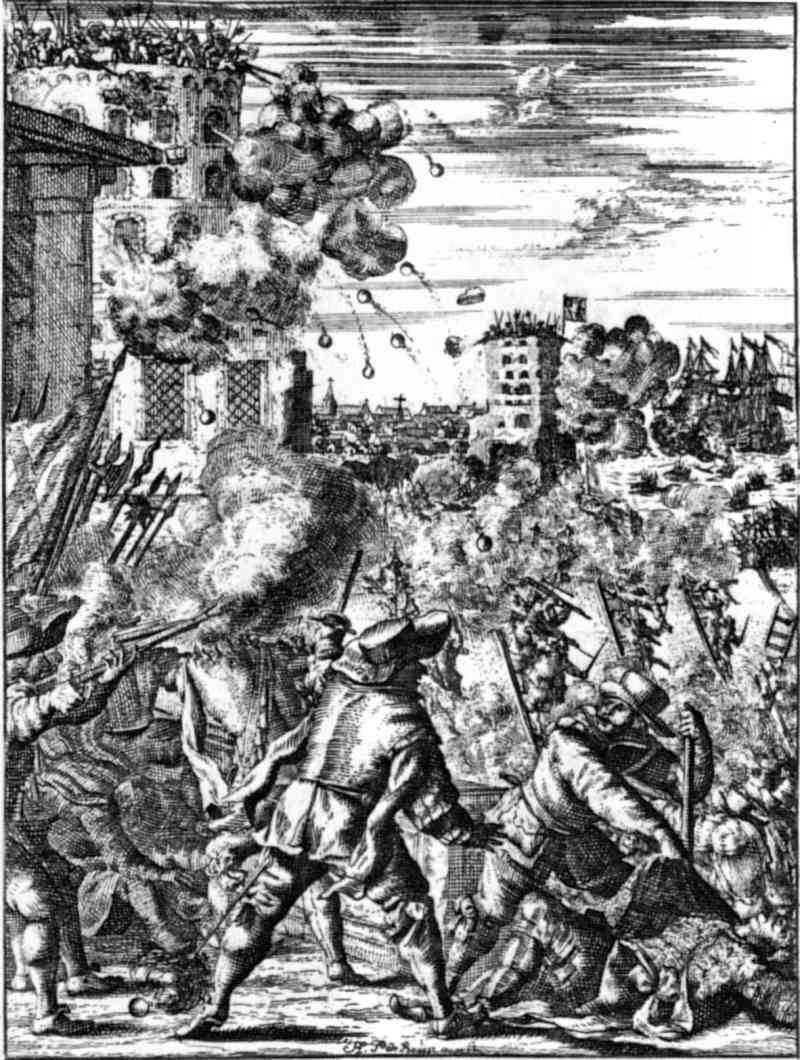
Ataque de Henry Morgan ao Castillo de San Jeronimo, Porto Bello, 1668

O ataque de Henry Morgan a Porto Bello foi um evento militar que ocorreu na segunda metade da guerra anglo-espanhola, começando em 10 de julho de 1668. O notável bucaneiro galês Henry Morgan liderou uma força corsária em grande parte inglesa contra a cidade fortemente fortificada de Porto Bello (agora Portobelo, no Panamá moderno). Após o desembarque, Morgan e seus homens tentaram tomar os castelos que protegiam a cidade. Um deles envolvia o uso de cidadãos capturados como escudos humanos para tomar um dos castelos. Depois de capturá-los todos à força, os corsários entraram na cidade e a saquearam antes que Morgan exigisse um grande resgate do governador do Panamá, Don Agustín de Bracamonte. Enquanto as negociações para isso aconteciam, Bracamonte liderou uma força considerável da Cidade do Panamá com a intenção de recapturar a cidade e colocar os corsários à espada. Morgan, no entanto, conseguiu emboscar e repelir o contra-ataque espanhol de Bracamonte, forçando-o a entregar o resgate. Tendo conseguido isso, Morgan e os corsários deixaram Porto Bello intacto como prometido e voltaram para a Jamaica sem impedimentos. O ataque foi muito bem-sucedido e reuniu cerca de 100 000 peças de oito, bem como outros espólios valiosos.